# IC 5011
IC 5011 је спирална галаксија у сазвјежђу Микроскоп која се налази на листи објеката дубоког неба у Индекс каталогу.
Деклинација објекта је - 36° 1' 38" а ректасцензија 20h 28m 33,8s. Привидна величина (магнитуда) објекта IC 5011 износи 11,7 а фотографска магнитуда 12,7. IC 5011 је још познат и под ознакама MCG -6-45-4, ESO 400-29, AM 2025-361, PGC 64772.